# Maria Anna av Bayern (1551–1608)
Maria Anna av Bayern, född 21 mars 1551 i München, död 22 april 1608 i Graz, var en ärkehertiginna av Inre Österrike, gift 26 augusti i Wien med ärkehertig Karl II av Inre Österrike. Hon var dotter till hertig Albrekt V av Bayern och Anna av Österrike (1528–1590). 

## Biografi
Maria Anna fick en elementär men inte hög bildning i latin och religion. Däremot fick hon en fin musikalisk utbildning, troligen av Orlando di Lasso, och spelade bland annat orgel. Även som ärkehertiginna fortsatte hon att bilda sig i musik. Vigseln ägde rum 26 augusti i Wien med verk av H. Wirrich, W. Sponrib, St St Aychler och troligen Orlando di Lasso. Äktenskapet arrangerades för att ge Karl politiskt stöd från Bayern, medan Bayern genom henne fick en agent som framförde deras intressen i Wien. 
Relationen mellan Maria Anna och Karl beskrivs som lycklig. Maria Anna deltog i regeringsarbetet använde sitt inflytande för att gynna motreformationen i området, något som också var framgångsrikt. Maria Anna beskrivs som självsäker, maktmedveten och praktälskande och framför allt hängiven katolicismen. Hon gjorde flera resor, bland annat till Polen och Spanien. Hon var hängiven katolik och ägnade sig åt religionsutövning och religiös välgörenhet. Hon gynnade jesuiternas högskola i Graz, som grundades 1573. Hon blev änka 1590. 
När hennes son tillträdde regeringen i Inre Österrike 1595 blev hon hans politiska rådgivare och uppmuntrande honom att fortsätta motreformationen och motarbeta det protestantiska prästerskapet och den protestantiska adeln. Hennes korrespondens finns till viss del bevarad. Maria Anna gick 1608 in i klarissornas klosterorden i Graz.  

## Barn
- Anna av Österrike (1573-1598) – 1592 gift med Sigismund, kung av Sverige och Polen
- Maria Christina (1574-1621) – gift med Sigismund Báthory
- kejsar Ferdinand II (1578-1637) – 1. gift med Maria Anna av Bayern (1574-1616) – 2. gift med Eleonora av Gonzaga (1598-1655)
- Margareta av Inre Österrike (1584-1611) – gift med Filip III, kung av Spanien.
- Ärkehertig Leopold V av Tyrolen (1586-1632), biskop i Passau och Straßburg – gift med Claudia de Medici (1604–1648)
- Konstantia av Inre Österrike (1588-1631) – 1605 gift med Sigismund, exkung av Sverige och kung av Polen
- Maria Magdalena av Inre Österrike (1589-1631) – 1608 gift med Cosimo II de' Medici
- Ärkehertig Karl av Inre Österrike (1590-1624) – biskop i Brixen och Breslau samt tyska ordens högmästare